# 1482
1482 (MCDLXXXII) fue un año común comenzado en martes del calendario juliano.

## Acontecimientos
- 28 de febrero: el marqués de Cádiz, Rodrigo Ponce de León y Núñez,  conquista para el Reino de Castilla la plaza de Alhama de Granada, España (Guerra de Granada).
- Cristóbal Colón viaja a Guinea.
- En África, Diego Cao es el primer europeo en navegar el río Congo.

## Arte y literatura
- Sandro Botticelli (pintor del Renacimiento italiano): Madonna del Magnificat.
- Miguel Ángel asiste a la escuela de Francesco de Urbino.

## Ciencia y tecnología
- Marsilio Ficino (filósofo italiano) escribe "Theologia platónica".

## Nacimientos
- 29 de junio: María de Aragón, reina consorte de Portugal (f. 1517), esposa del rey Manuel I.
- Richard Aertsz, pintor neerlandés (f. 1577).
- Juan Ecolampadio, religioso alemán (f. 1531).
- Franciabigio, pintor florentino (f. 1525).
- Leo Jud, religioso suizo (f. 1542).
- Bernardino Luini, pintor italiano (f. 1532).
- Richard Pace, diplomático inglés (f. 1536 aprox.).
- Matthias Ringmann, cartógrafo alemán y poeta humanista (f. 1511).
- Georg Tannstetter, humanista austríaco (f. 1535).
- Atius Crescenti, inventor (f. 1482).

## Fallecimientos
- 27 de marzo: María de Borgoña, hija de Carlos de Borgoña (n. 1457).
- 10 de mayo: Paolo dal Pozzo Toscanelli, matemático italiano (n. 1397).
- 1 de julio: Alonso Carrillo de Acuña, sacerdote español, arzobispo de Toledo.
- 25 de agosto: Margarita de Anjou, aristócrata inglesa (n. 1429), esposa de Enrique VI de Inglaterra.
- Hugo van der Goes, pintor de la escuela flamenca.
- Luca della Robbia, escultor florentino (n. 1400).